# Jean Auguste de Chastenet de Puységur

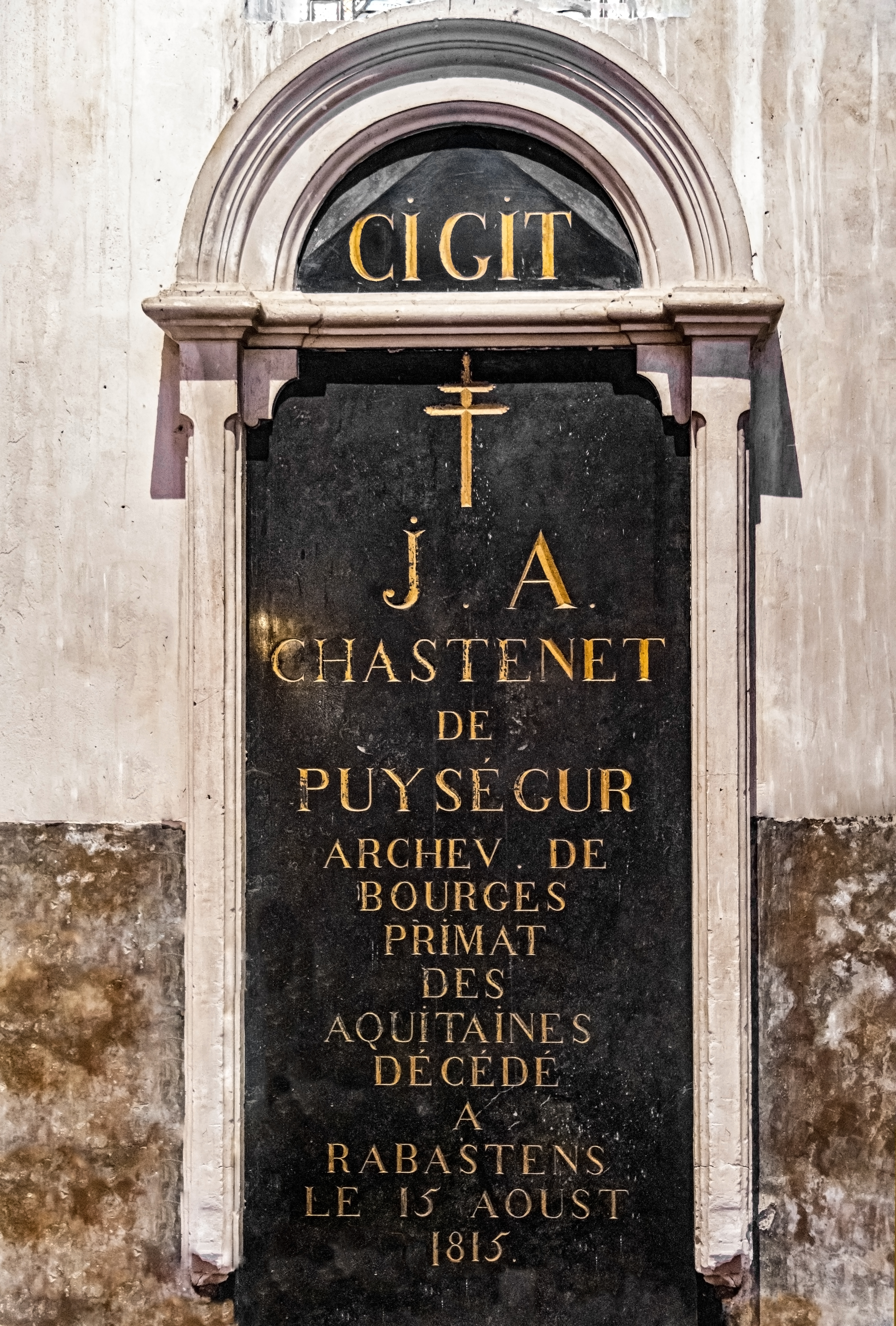
La sua tomba della chiesa Notre-Dame-du-Bourg Rabastens

Jean Auguste de Chastenet de Puységur (Rabastens, 11 novembre 1740 – Rabastens, 14 agosto 1815) è stato un arcivescovo cattolico francese.

## Biografia
Nato a Rabastens, era fratello di Louis Pierre de Chastenet (1726-1807), conte di Puységur e ministro della guerra.
Fu nominato vescovo di Saint-Omer il 29 giugno 1775, poi vescovo di Carcassonne il 20 luglio 1778. Nel 1788 divenne arcivescovo di Bourges. Fu membro clericale dell'Assemblea costituente negli Stati generali dal 27 marzo 1789 al 30 settembre 1791. Fuggito a causa della Rivoluzione francese, visse a Wolfenbüttel con l'arcivescovo di Reims, Talleyrand-Périgord. Fu costretto a dimettersi a causa del Concordato nel 1802. Trascorse il resto della sua vita a Rabastens, dove morì il 14 agosto 1815 all'età di 74 anni.

## Genealogia episcopale
La genealogia episcopale è:
- Arcivescovo Filippo Archinto
- Papa Pio IV
- Cardinale Giovanni Antonio Serbelloni
- Cardinale Carlo Borromeo
- Cardinale Gabriele Paleotti
- Cardinale Ludovico III de Torres
- Cardinale Guido Bentivoglio d'Aragona
- Arcivescovo Claude de Rebé
- Arcivescovo Pierre de Marca
- Arcivescovo Jean de Montpezat de Carbon
- Vescovo François Bouthillier de Chavigny
- Vescovo Gabriel-Florent de Choiseul-Beaupré
- Cardinale Dominique de La Rochefoucauld
- Arcivescovo Jean Auguste de Chastenet de Puységur